# Clarborough
Clarborough är en by i Nottinghamshire i England. Byn är belägen 46,7 km 
från Nottingham. Orten har 1 275 invånare (2016). Byn nämndes i Domedagsboken (Domesday Book) år 1086, och kallades då Claueburgh/Claureburg.